# ویتمارسوم
ویتمارسوم (به هلندی: Witmarsum) یک منطقهٔ مسکونی در هلند است که در سودوست-فریسلان واقع شده‌است. ویتمارسوم ۱٬۷۳۵ نفر جمعیت دارد.